# Kule (Naramice)
Kule – część wsi Naramice w Polsce, położona w województwie łódzkim, w powiecie wieluńskim, w gminie Biała.
W latach 1975–1998 Kule administracyjnie należały do województwa sieradzkiego.
W Kulach znajdują się stawy, powstałe wskutek wydobycia złóż piasku pod budowę drogi ekspresowej S8.